# Cordylomera heimi
Cordylomera heimi är en skalbaggsart som beskrevs av Teocchi 1973. Cordylomera heimi ingår i släktet Cordylomera och familjen långhorningar. Inga underarter finns listade i Catalogue of Life.